# 1852 en science
| Années de la science : 1849 - 1850 - 1851 - 1852 - 1853 - 1854 - 1855    |
| Décennies de la science : 1820 - 1830 - 1840 - 1850 - 1860 - 1870 - 1880 |

Cet article présente les faits marquants de l'année 1852 en science.

## Événements

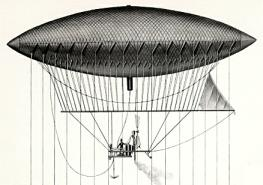
L’aérostat Giffard en 1852.

- 24 septembre : l'ingénieur français Henri Giffard expérimente le premier dirigeable non rigide mû par une machine à vapeur entre Paris et Élancourt[1].

- 23  octobre : dans une lettre écrite à William Rowan Hamilton, Auguste De Morgan fait part de la conjecture imaginée par le jeune cartographe anglais Francis Guthrie sur le théorème des quatre couleurs[2].

- L'embryologiste et neurologue allemand Robert Remak découvre la division cellulaire[3].

- Elisha Graves Otis invente un ascenseur à vapeur muni d'un système de sécurité appelé frein parachute[4]. Mis en service en 1859, il ouvre la voie à la construction d’immeubles élevés.

### Sciences physiques
- 17 mars : Annibale De Gasparis découvre — depuis le dôme nord de l'Observatoire astronomique de Capodimonte — Psyché[5], un des plus gros astéroïdes jamais observé avec 250 kilomètres de diamètre.
- 24 juin et 22 août : l'astronome britannique John Russell Hind découvre les astéroïdes Melpomène et Fortune[6].
- 19 septembre : l'astéroïde Massalia est découvert par Annibale de Gasparis à Naples puis par Jean Chacornac le lendemain[7].
- 15 novembre : l'astéroïde Lutèce est découvert par l'astronome franco-allemand Hermann Goldschmidt[7].
- 16 novembre : l'astéroïde Calliope est découvert par l'astronome britannique John Russell Hind[7].
- 15 décembre : l'astéroïde Thalie est découvert par l'astronome britannique John Russell Hind[7].

- Le chimiste danois Julius Thomsen établit les premiers principes de la thermochimie : « La quantité de chaleur dégagée au cours d'une action chimique est une mesure de la force chimique mise en jeu dans le processus »[8].

- Le physicien allemand August Beer propose la loi de Beer, qui explique la relation entre la composition d'une substance et la quantité de lumière qu'elle absorbe. Basée partiellement sur les travaux plus anciens de Pierre Bouguer et Johann Heinrich Lambert, elle établit la technique analytique connue sous le nom de spectrophotométrie[9].

- Les physiciens britanniques James Prescott Joule et William Thomson  établissent qu'un gaz en expansion rapide refroidit (détente de Joule-Thomson)[10].
- Michael Faraday met en évidence les lignes de force magnétiques à l'aide de limaille de fer dans un article intitulé On the Physical Lines of Magnetic Force publié dans sa vingt-neuvième et dernière série des Experimental Researches[11].
- Johan Edvard Lundström (sv) invente les allumettes de sûreté, dites allumettes suédoises, en séparant le phosphore rouge, disposé sur un frottoir, du comburant (chlorate de potassium) isolé sur le bouton de l’allumette[12].

## Publications
- Léonce Élie de Beaumont : Notice sur le système des montagnes, 3 vol.Pour expliquer les principales caractéristiques du relief terrestre, l'ingénieur des Mines Léonce Élie de Beaumont formule la théorie de la contraction par refroidissement progressif de la Terre. Selon l'auteur, cette hypothèse est confirmée par les cellules pentagonales que dessinent les axes principaux des grandes cordillères.

## Prix
- Médailles de la Royal Society
  - médaille Copley : Alexander von Humboldt
  - Médaille royale : Thomas Henry Huxley, James Prescott Joule
  - Médaille Rumford : George Gabriel Stokes

- Médailles de la Geological Society of London
  - médaille Wollaston : William Henry Fitton

## Naissances

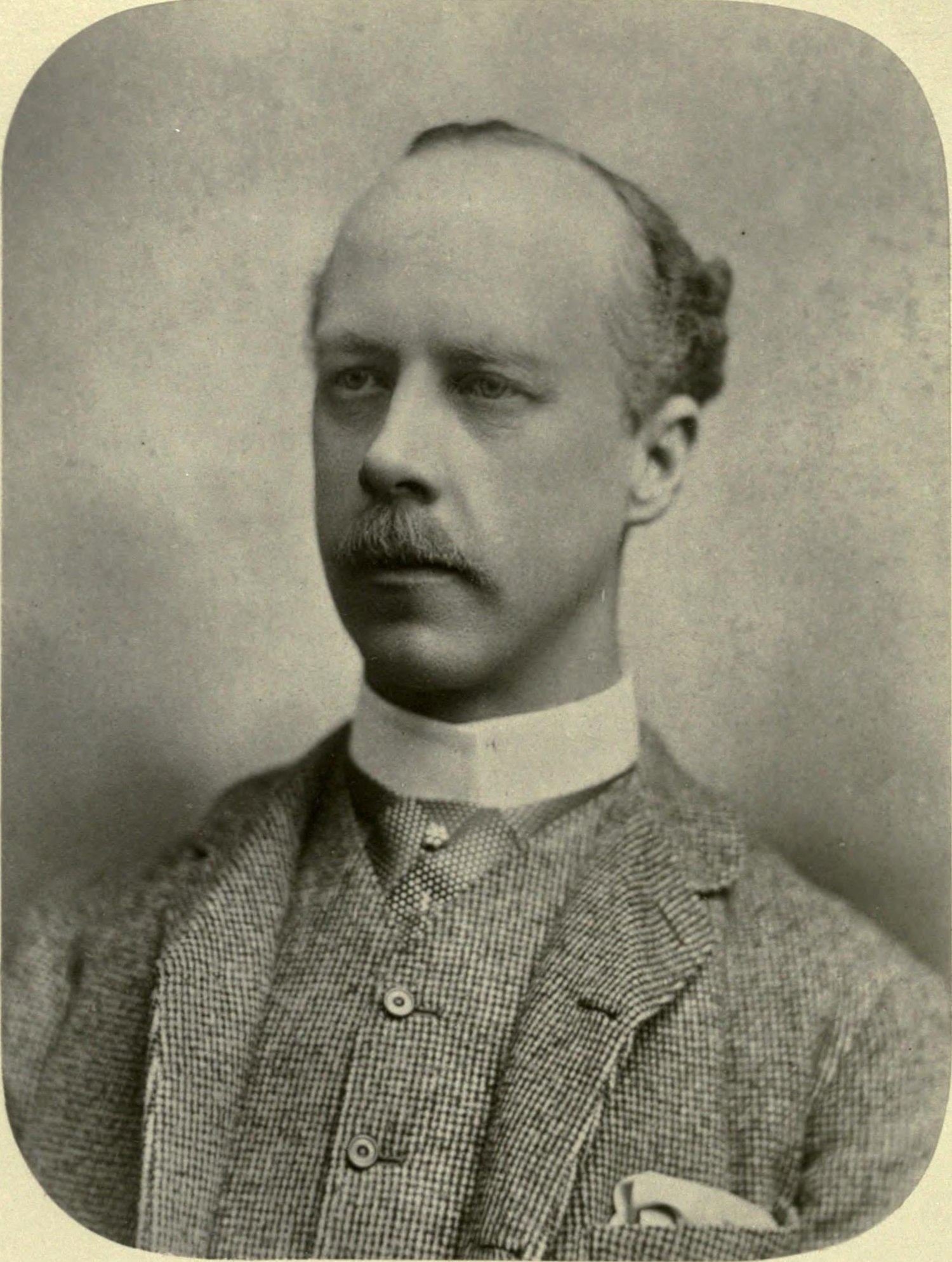
Robert George Wardlaw Ramsay

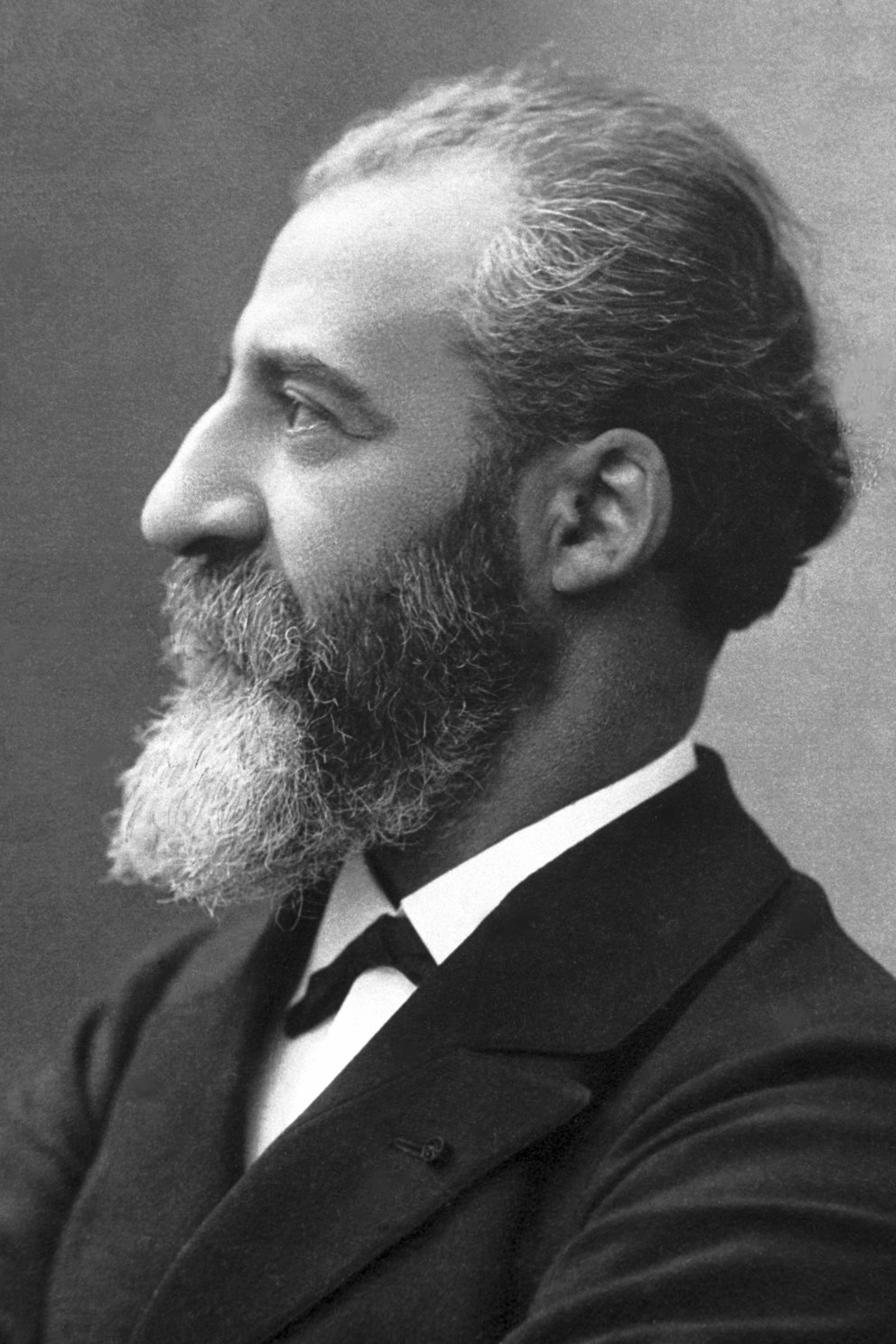
Henri Moissan

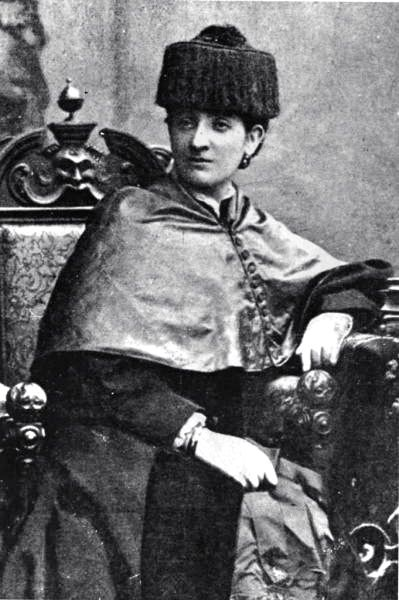
Martina Castells Ballespí

- 1er janvier : Eugène Anatole Demarçay (mort en 1904), chimiste français.
- 14 janvier : Guillaume de Rocquigny-Adanson (mort en 1904), militaire mathématicien et naturaliste français.
- 25 janvier : Robert George Wardlaw Ramsay (mort en 1921), militaire et naturaliste britannique.
- 27 janvier : Fulgence Bienvenüe (mort en 1936), ingénieur français, père du métro de Paris.

- 7 février : Mariano Armellini (mort en 1896), archéologue et historien italien.
- 9 février : Émile Marchand (mort en 1914), astronome et géophysicien français, directeur de l'observatoire du Pic du Midi.
- 13 février : John Dreyer (mort en 1926), astronome irlando-danois.
- 17 février : Romain Louis Moniez (mort en 1936), médecin et zoologiste français.
- 26 février : Alphonse Pinart (mort en 1911), savant, linguiste et ethnologue français.

- 6 mars : Joseph Deniker (mort en 1918), naturaliste et anthropologue français.
- 10 mars : Richard Anschütz (mort en 1937), chimiste allemand.
- 30 mars : Theodore Bent (mort en 1897), voyageur et archéologue britannique.

- 25 avril : René Verneau (mort en 1938), anthropologue français.

- 24 juin : Friedrich Loeffler (mort en 1915), médecin allemand.

- 23 juillet : Martina Castells Ballespí (morte en 1884), première femme médecin espagnole.

- 30 août : Jacobus Henricus van 't Hoff (mort en 1911), chimiste néerlandais, prix Nobel de chimie en 1901.
- 31 août : John Neville Keynes (mort en 1949), économiste et logicien britannique.

- 9 septembre : John Henry Poynting (mort en 1914), physicien anglais.
- 18 septembre : Octave Callandreau (mort en 1904), astronome français.
- 28 septembre : Henri Moissan (mort en 1907), pharmacien français, prix Nobel de chimie en 1906.

- 1er octobre : Carl Chun (né en 1852), biologiste allemand.
- 2 octobre : William Ramsay (mort en 1916), chimiste britannique (hélium).
- 8 octobre : Césaire Phisalix (mort en 1906), herpétologue français.
- 9 octobre : Hermann Emil Fischer (mort en 1919), chimiste allemand.

- 28 novembre : Élie Colin (mort en 1932), jésuite et astronome français.

- 15 décembre : Henri Becquerel (mort en 1908), physicien français, Prix Nobel de physique en 1903.
- 28 décembre : Leonardo Torres Quevedo (mort en 1936), mathématicien, physicien et inventeur espagnol.

- Leopoldo Batres (mort en 1926), militaire, anthropologue et archéologue mexicain.

## Décès

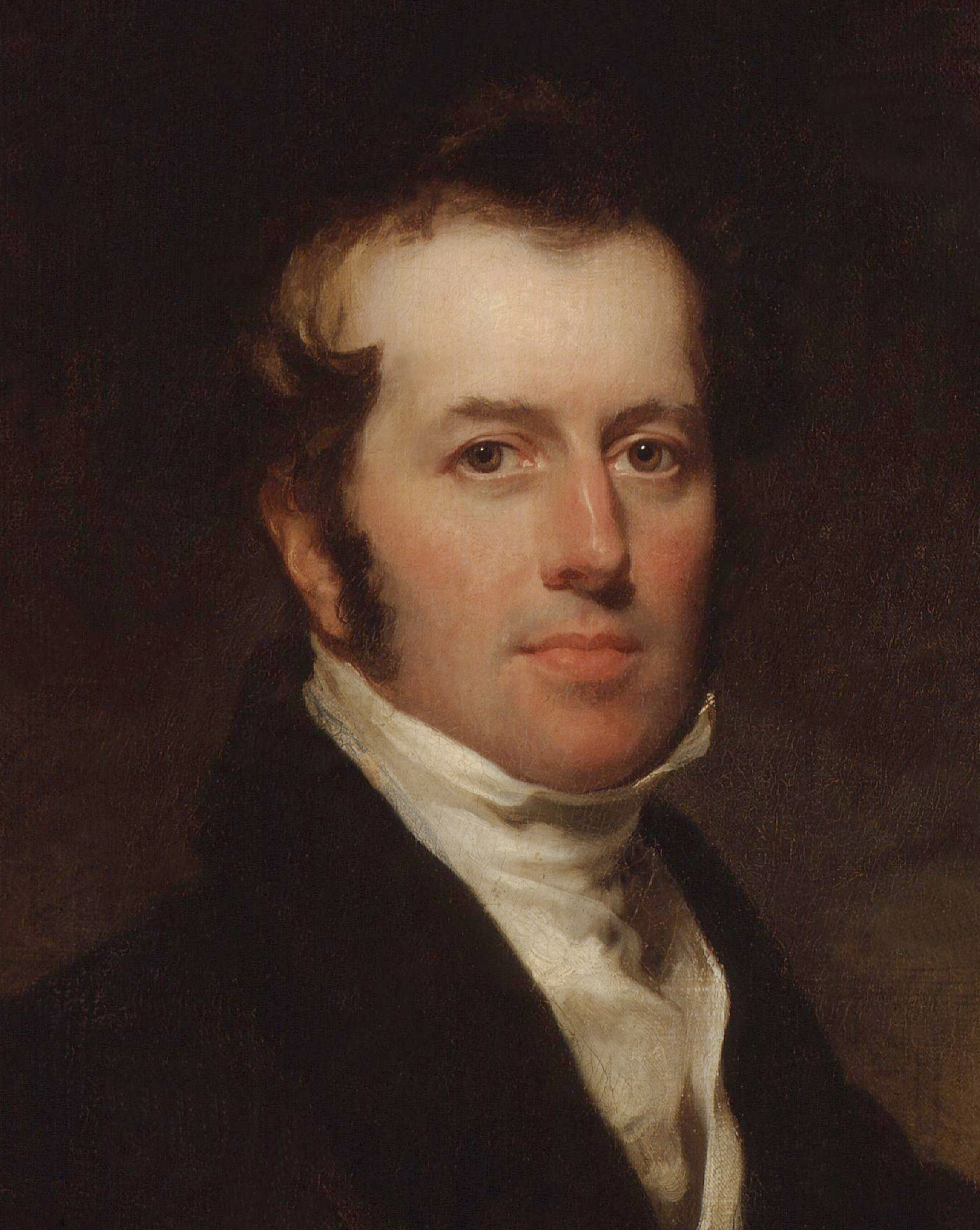
John George Children

- 1er janvier : John George Children (né en 1777), chimiste, minéralogiste et zoologiste britannique.
- 13 janvier : Jean-Nicolas Gannal (né en 1791), chimiste français, père fondateur de l'embaumement moderne et de la thanatopraxie.
- 24 janvier : Ján Kollár (né en 1793), écrivain, archéologue, scientifique et homme politique slovaque.

- 9 février : Louis-Benjamin Fleuriau de Bellevue (né en 1761), géologue français.
- 16 février : Jean-Eugène Dezeimeris, historien et bibliographe de la médecine.

- 9 mars : Bernardino Drovetti (né en 1776), diplomate, aventurier et antiquaire italien.
- 23 mars : Matthieu Bonafous (né en 1793), agronome français.
- 31 mars : Jacques-Joseph Ebelmen (né en 1814), chimiste français.

- 26 avril : Charles Athanase Walckenaer (né en 1771), naturaliste français.

- 7 mai : Matthias Alexander Castrén (né en 1813), voyageur, ethnographe, philologue, linguiste et traducteur finlandais.
- 21 mai : Carl Franz Anton Ritter von Schreibers (né en 1775), naturaliste autrichien.

- 2 juillet : Thomas Thomson (né en 1773), chimiste britannique.

- 15 août : Johan Gadolin (né en  1760), chimiste et minéralogiste finlandais qui a découvert en 1794 l'yttrium dans le minerai ytterbite.

- 4 septembre : William MacGillivray (né en 1796), naturaliste et ornithologue écossais.
- 7 septembre : Aymar de Blois de La Calande (né en 1760), capitaine de vaisseau, homme politique et archéologue français.

- 5 octobre : Achille Richard (né en 1794), médecin et botaniste français.
- 13 octobre : John Lloyd Stephens (né en 1805), explorateur, écrivain et diplomate américain.

- 10 novembre : Gideon Mantell (né en 1790), paléontologue britannique.

- 15 décembre : Édouard Malingié (né en 1800), pharmacien français.
- 22 décembre : James Francis Stephens (né en 1792), zoologiste britannique.